# Zbigniew Kasprzak (hokeista)
Zbigniew Kasprzak (ur. 30 września 1908 w Poznaniu, zm. 6 marca 1965 w Lądku Zdroju) – polski sportowiec, olimpijczyk z Garmisch-Partenkirchen.

## Kariera sportowa
Wszechstronny sportowiec, uprawiał piłkę nożną grając jako bramkarz w klubach Warta Poznań, Sokół Lwów i Czarni Lwów. Grał w hokeja na trawie, koszykówkę  w której to w roku 1928 zdobył tytuł mistrza Polski w koszykówce będąc zawodnikiem klubu Czarna Trzynastka Poznań, ale największe sukcesy odnosił, jako hokeista na lodzie.
Zdobył tytuł mistrza Polski w 1935 i tytuł wicemistrza w 1934 (z klubem Czarni Lwów). Po II wojnie światowej grał w Lechii Poznań. Po zakończeniu kariery sportowej działacz sportowy.